# Agronominoja
De Agronominoja is een soort beek, niet meer dan een greppel, in Zweden en ligt in de gemeente Haparanda. Dat is de gemeente in Zweden aan de grens met Finland, die aan de Botnische Golf ligt. Het stroomt in tegenstelling tot de Torne älv niet van het noorden naar het zuiden, maar ligt oost-west, wat er op kan duiden dat het ooit door mensenhanden, of deels, is gegraven. De Agronominoja ligt dicht bij de monding van de Torne älv, maar valt daar niet in het stroomgebied van, en eindigt in de Sepposenoja, voordat die in de Vuonoviken uitmondt.
Het voorvoegsel Agronomi wijst op een boerensloot. Het achtervoegsel oja geeft geen duidelijkheid, het kan zowel beek als sloot betekenen. De Agronominoja wordt vermeld in de lijst van officiële rivieren SMHI Vattendragsregistret zonder dat het hoort bij de afwateringsgebieden van de grote rivieren in de buurt.